# 다카오주

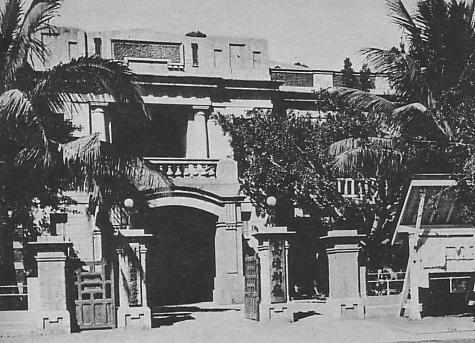
옛 다카오주 청사

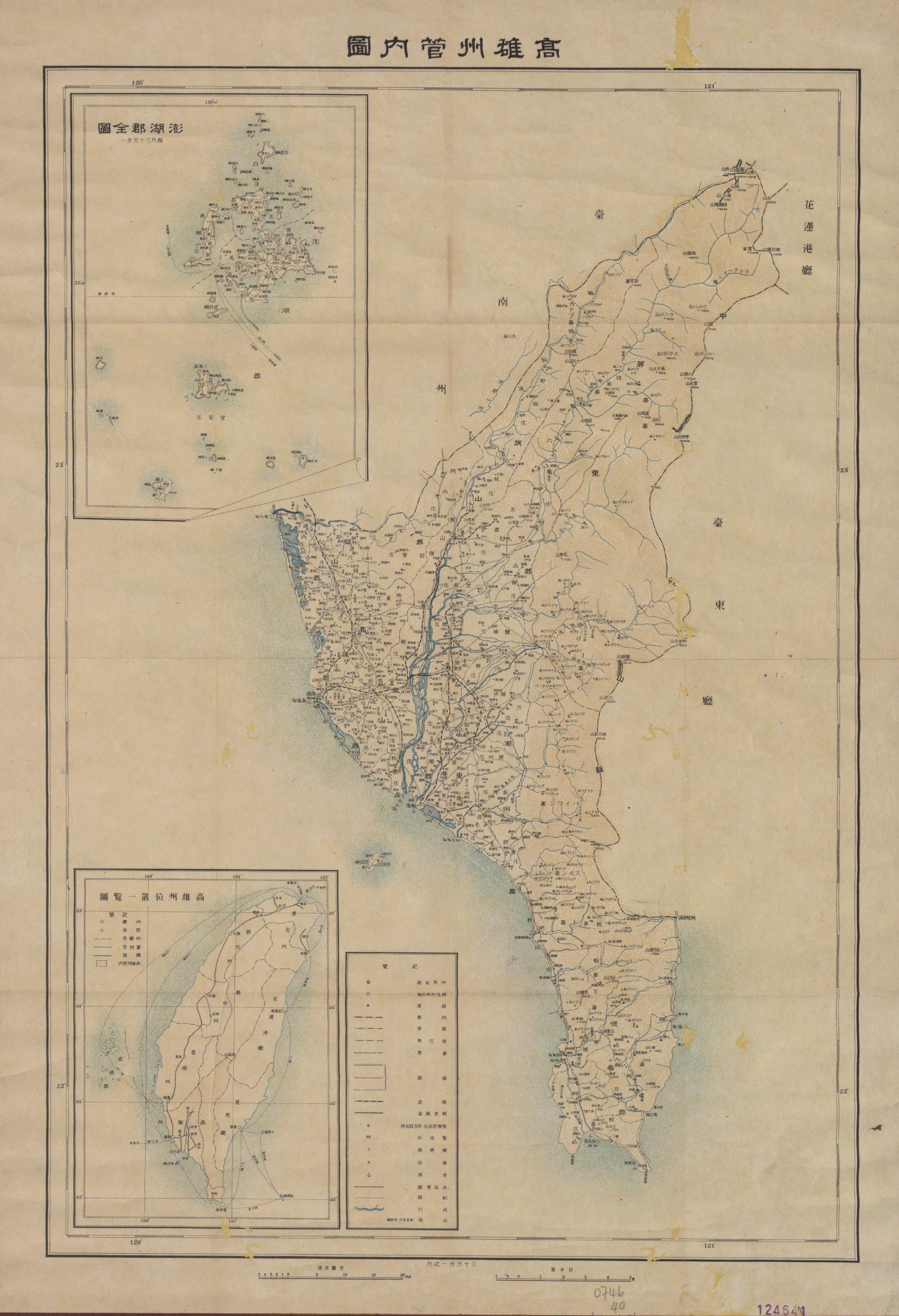
다카오주 지도

다카오주(일본어: 高雄州, たかおしゅう 다카오슈[*])는 일본 제국 치하의 대만 시대(대만일치시기)였던 1920년 9월부터 1945년 10월까지 존재했던 행정 구역 가운데 하나이다. 주청 소재지는 다카오시(현재의 가오슝시)이며 면적은 5,721.87km2(1940년 당시 기준), 인구는 857,214명(1940년 당시 기준), 인구 밀도는 149.8명/km2이다. 현재의 가오슝시, 핑둥시에 걸쳐 있었으며 걸쳐 있었으며 2개 시, 10개 군을 관할했다.

## 인구
인구는 1941년(쇼와 16년)에 실시된 인구 조사를 기준으로 한다.
- 전체 인구: 930,383명
  - 일본인: 59,633명
  - 대만인: 863,313명
  - 조선인: 598명
  - 그 외의 민족: 6,839명

## 행정 구역
행정 구역은 1945년(쇼와 20년) 당시를 기준으로 한다.
- 다카오시 (高雄市, 가오슝시)
  - 오카야마군 (岡山郡)
    - 오카야마가(岡山街), 엔소장(燕巢庄), 덴료장(田寮庄), 아렌장(阿蓮庄), 로치쿠장(路竹庄), 고나이장(湖內庄), 미다장(彌陀庄)

  - 호잔군 (鳳山郡)
    - 호잔가(鳳山街), 고미나토장(小港庄), 린엔장(林園庄), 다이료장(大寮庄), 다이주장(大樹庄), 진부장(仁武庄), 도리마쓰장(鳥松庄)

  - 기잔군 (旗山郡)
    - 기잔가(旗山街), 미노가(美濃街), 로쿠키장(六龜庄), 산린장(杉林庄), 고센장(甲仙庄), 나이몬장(內門庄), 번지(蕃地)
- 헤이토시 (屛東市, 핑둥시)
  - 헤이토군 (屛東郡)
    - 조코장(長興庄), 엔호장(鹽埔庄), 다카기장(高樹庄), 리코장(里港庄), 규카이장(九塊庄), 번지(蕃地)

  - 조슈군 (潮州郡)
    - 조슈가(潮州街), 만란장(萬巒庄), 나이호장(內埔庄), 다케다장(竹田庄), 신히장(新埤庄), 호료장(枋寮庄), 호잔장(枋山庄), 번지(蕃地)

  - 도코군 (東港郡)
    - 도코가(東港街), 신엔장(新園庄), 만탄장(萬丹庄), 린헨장(林邊庄), 가토장(佳冬庄), 류큐장(琉球庄)

  - 고슌군 (恒春郡)
    - 고슌가(恒春街), 샤조장(車城庄), 만슈장(滿州庄), 번지(蕃地)

## 같이 보기
- 대만일치시기